# Argentina nos Jogos Olímpicos de Inverno de 2018
A Argentina participou dos Jogos Olímpicos de Inverno de 2018, realizados na cidade de Pyeongchang, na Coreia do Sul. 
Foi a décima nona aparição do país em Olimpíadas de Inverno, sendo que participa regularmente desde os Jogos de 1960, em Squaw Valley. Esteve representado por sete atletas que competiram em quatro esportes.

## Desempenho

### Esqui alpino
Feminino
| Atleta         | Evento         | Descida 1 | Descida 2 | Total   | Pos. |
| -------------- | -------------- | --------- | --------- | ------- | ---- |
| Nicol Gastaldi | Slalom         | DNF       | DNF       | DNF     | DNF  |
| Nicol Gastaldi | Slalom gigante | 1:18.06   | 1:15.38   | 2:33.44 | 42º  |

Masculino
| Atleta              | Evento         | Descida 1 | Descida 2 | Total | Pos. |
| ------------------- | -------------- | --------- | --------- | ----- | ---- |
| Sebastiano Gastaldi | Slalom gigante | DNF       | DNF       | DNF   | DNF  |

### Esqui cross-country
Feminino
| Atleta                  | Evento      | Final   | Final |
| Atleta                  | Evento      | Tempo   | Pos.  |
| ----------------------- | ----------- | ------- | ----- |
| Maria Cecilia Domínguez | 10 km livre | 34:16.1 | 87º   |

Masculino
| Atleta         | Evento      | Final   | Final |
| Atleta         | Evento      | Tempo   | Pos.  |
| -------------- | ----------- | ------- | ----- |
| Matías Zuloaga | 15 km livre | 42:27.5 | 100º  |

### Luge
Feminino
| Atleta                 | Evento     | Final     | Final     | Final     | Final       | Final    | Final |
| Atleta                 | Evento     | Descida 1 | Descida 2 | Descida 3 | Descida 4   | Total    | Pos.  |
| ---------------------- | ---------- | --------- | --------- | --------- | ----------- | -------- | ----- |
| Verónica María Ravenna | Individual | 47.175    | 47.788    | 47.739    | Não avançou | 2:22.702 | 24º   |

### Snowboard
Livre
| Atleta         | Evento               | Qualificatória | Qualificatória | Qualificatória | Final       | Final       | Final       | Final       |
| Atleta         | Evento               | Corrida 1      | Corrida 2      | Pos.           | Corrida 1   | Corrida 2   | Corrida 3   | Pos.        |
| -------------- | -------------------- | -------------- | -------------- | -------------- | ----------- | ----------- | ----------- | ----------- |
| Matías Schmitt | Big air masculino    | 51.75          | 23.00          | 15º            | Não avançou | Não avançou | Não avançou | Não avançou |
| Matías Schmitt | Slopestyle masculino | 50.86          | 20.68          | 12º            | Não avançou | Não avançou | Não avançou | Não avançou |

Snowboard cross
| Atleta          | Evento    | Preliminar | Preliminar | Oitavas | Quartas     | Semifinal   | Final       | Final       |
| Atleta          | Evento    | Tempo      | Pos.       | Posição | Posição     | Posição     | Posição     | Pos.        |
| --------------- | --------- | ---------- | ---------- | ------- | ----------- | ----------- | ----------- | ----------- |
| Steven Williams | Masculino | 1:15.35    | 29º        | 4º      | Não avançou | Não avançou | Não avançou | Não avançou |

## Galeria

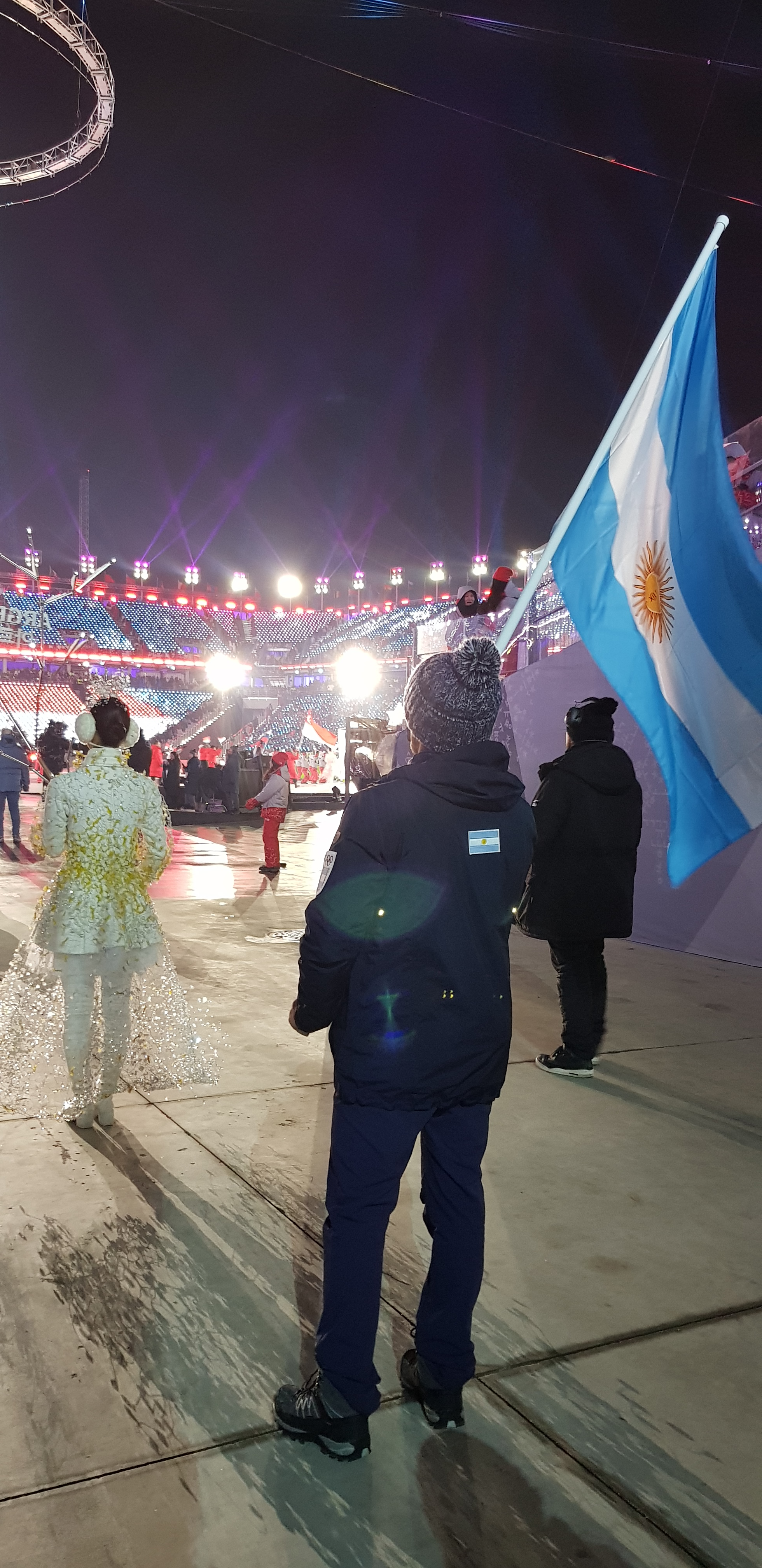
Sebastiano Gastaldi se prepara para entrar durante a cerimônia de abertura
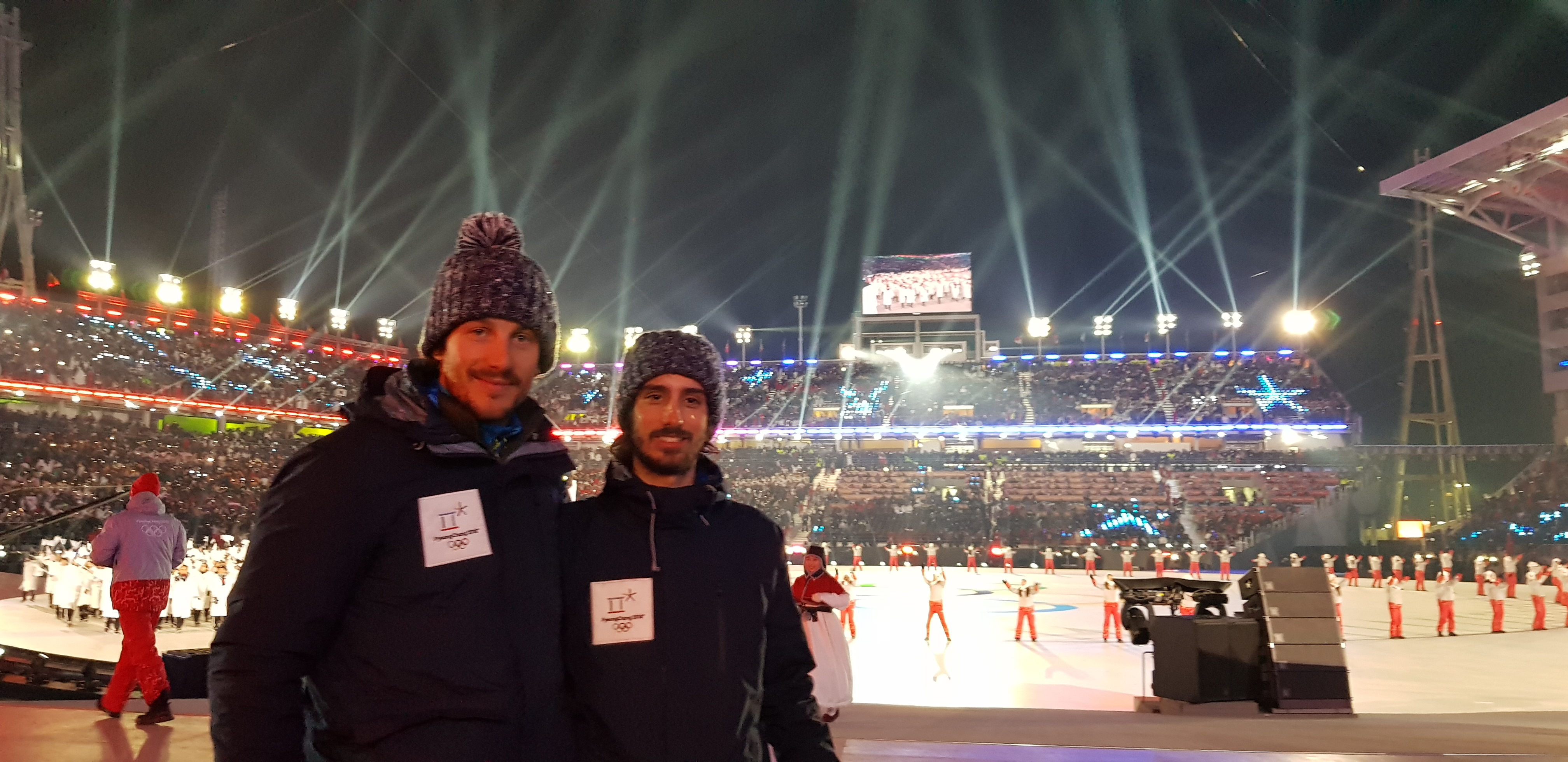
Steven Williams com Matías Schmitt no Estádio Olímpico de PyeongChang durante a cerimônia de abertura
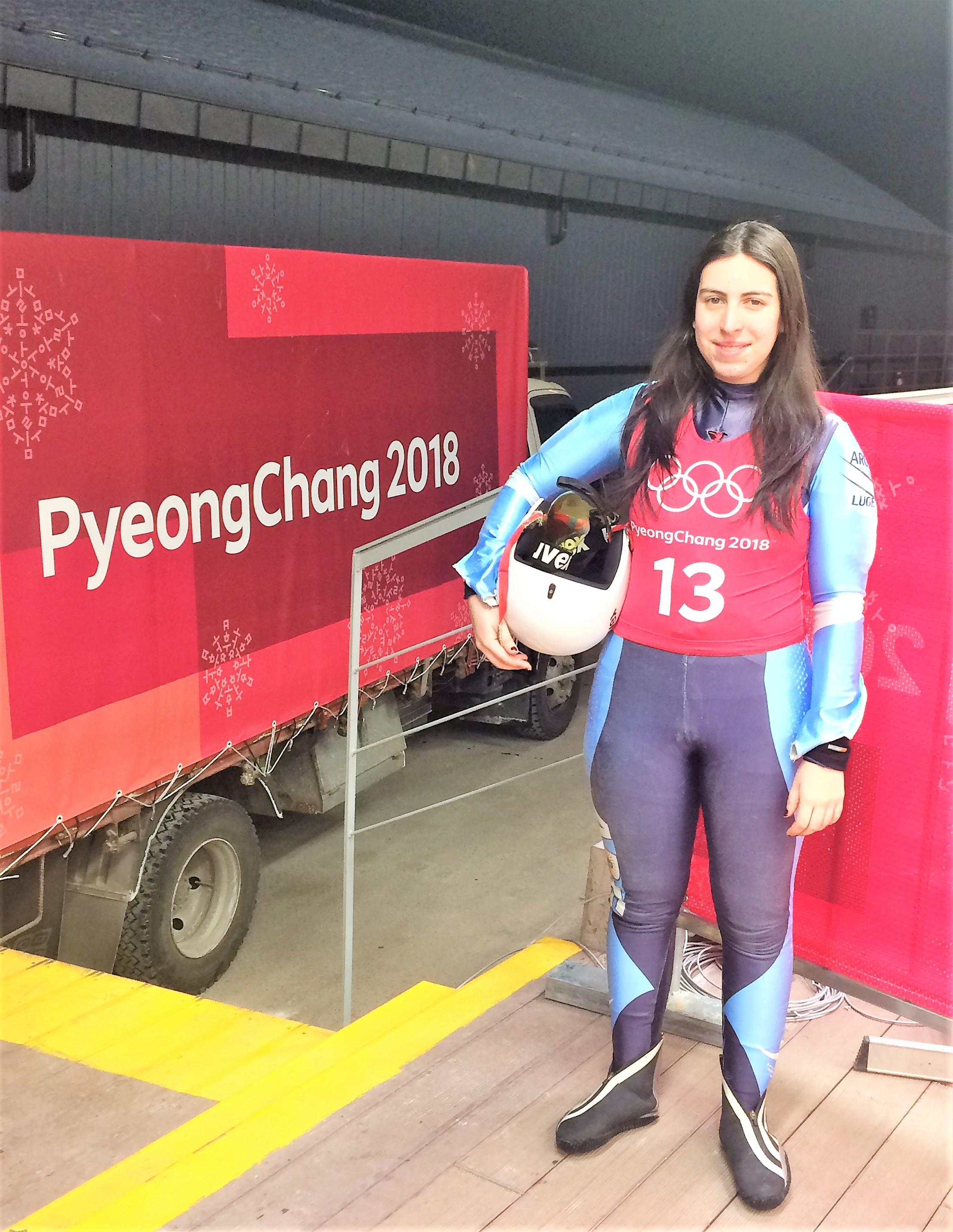
Verónica María Ravenna no Alpensia Sliding Center
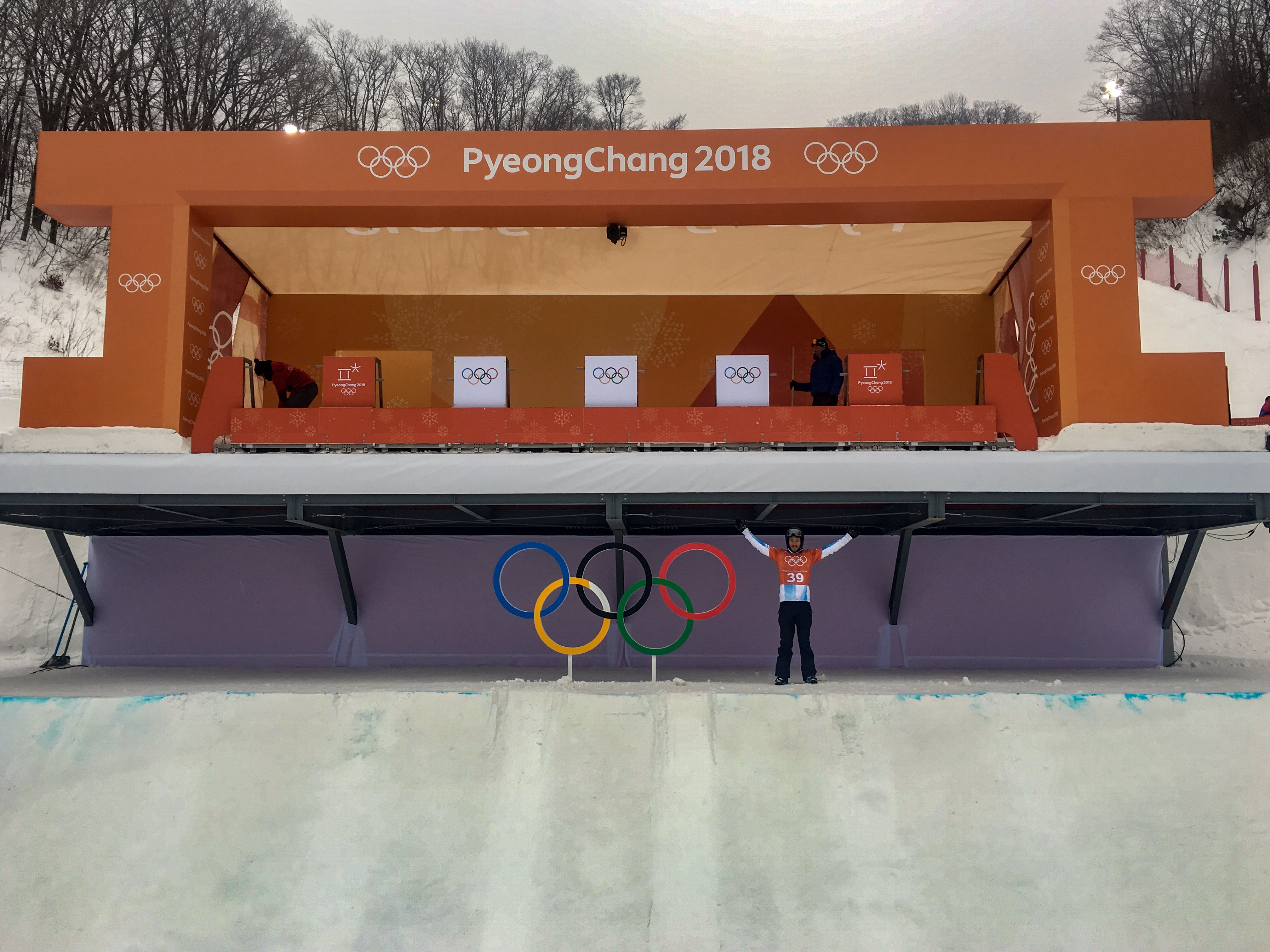
Steven Williams no Bogwang Phoenix Park
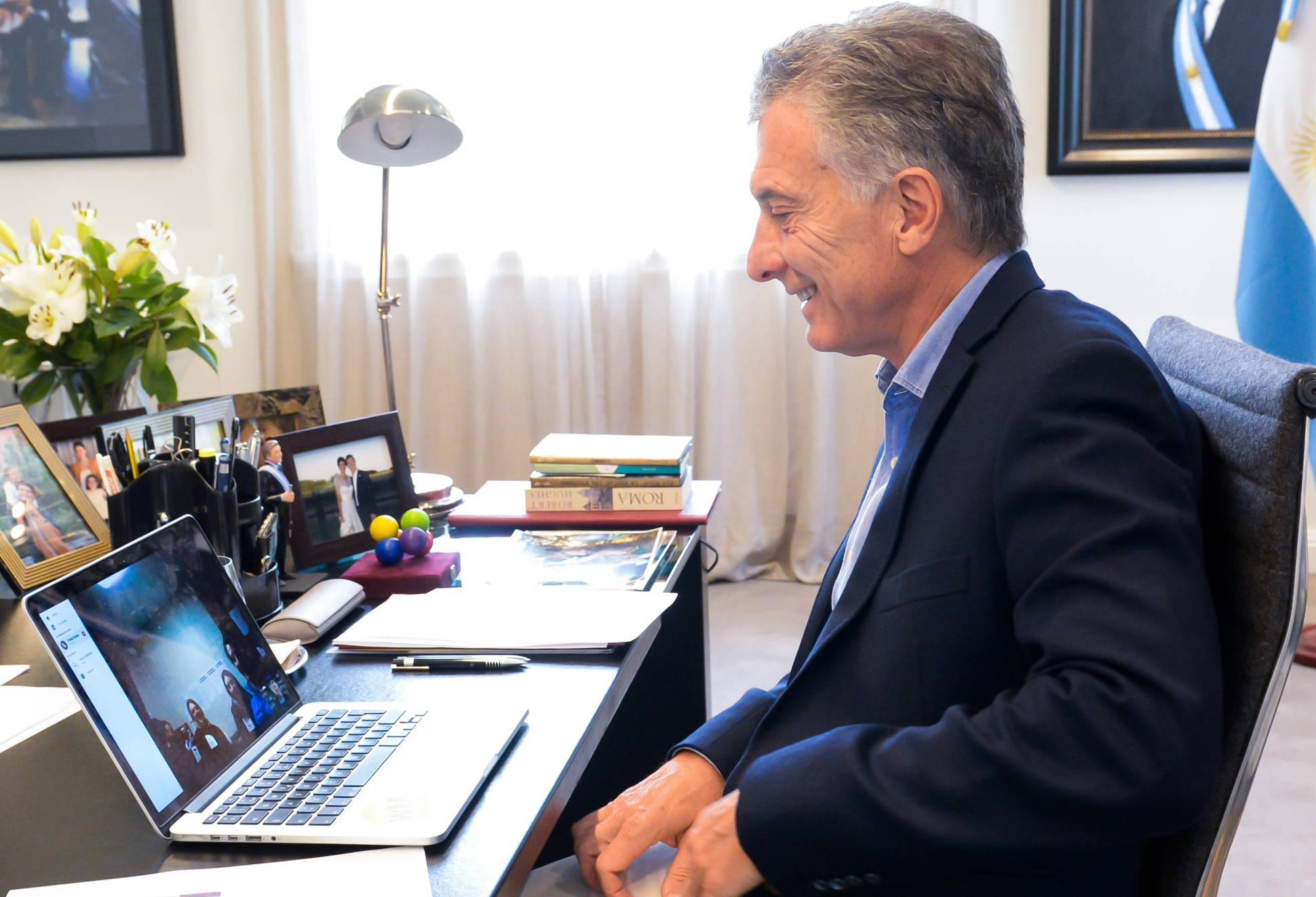
Mauricio Macri cumprimentando os atletas através do Skype
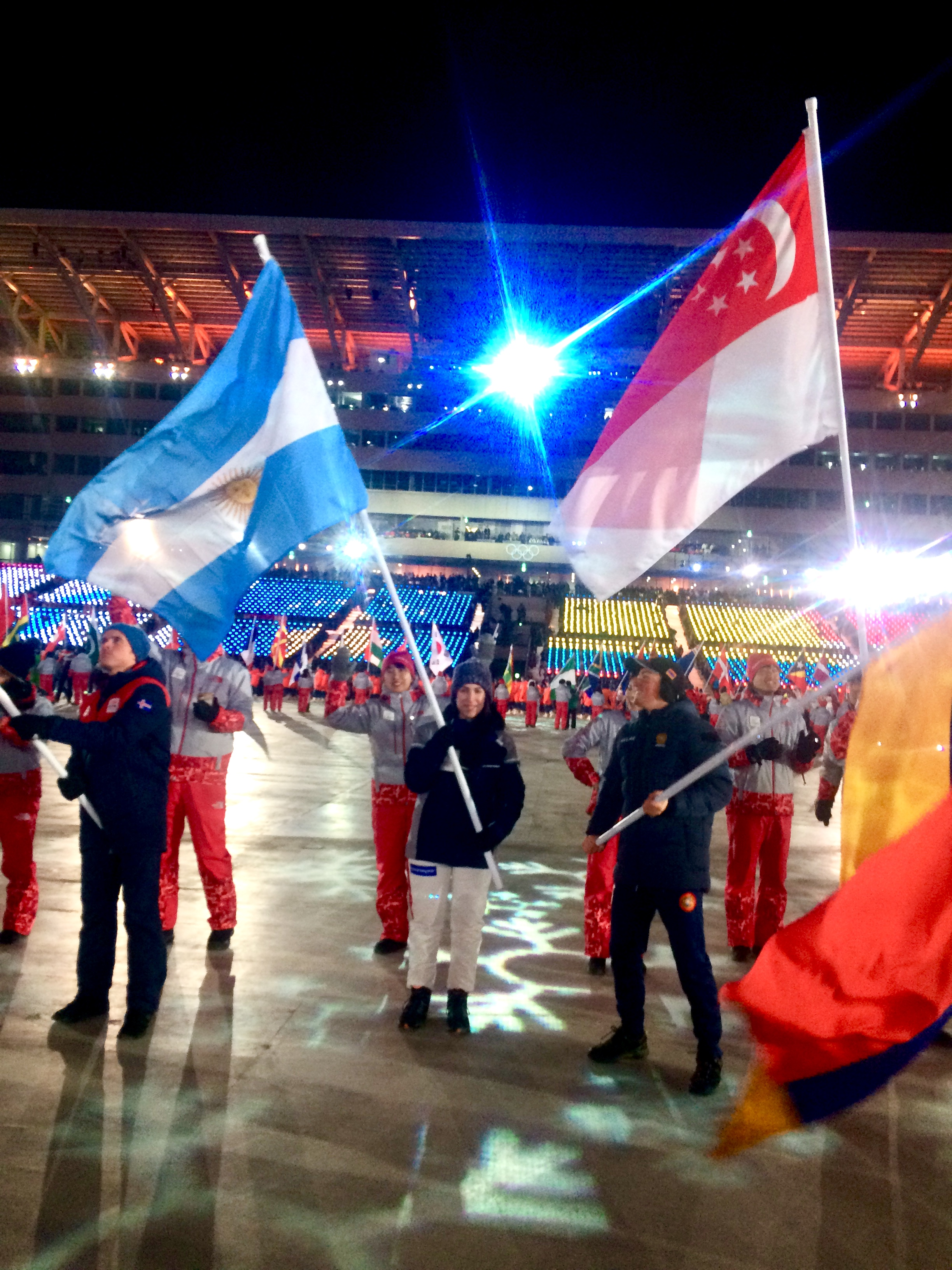
Verónica Ravenna, porta-bandeira durante a cerimônia de encerramento

Legenda
| Recorde mundial      | Recorde mundial (World record)               |                       | Recorde africano                      | Recorde africano (African) |                                           | Q | Classificado por posição (Qualified) |
| Recorde olímpico     | Recorde olímpico (Olympic record)            | Recorde da América    | Recorde da América (Americas)         | q                          | Classificado por melhor tempo (Qualified) |   |                                      |
| Melhor marca do ano  | Melhor marca do ano (World leading)          | Recorde asiático      | Recorde asiático (Asian)              | DNS                        | Não largou (Did not start)                |   |                                      |
| Recorde nacional     | Recorde nacional (National record)           | Recorde europeu       | Recorde europeu (European)            | DNF                        | Não terminou (Did not finish)             |   |                                      |
| Recorde pessoal      | Recorde pessoal do atleta (Personal best)    | Recorde da Oceania    | Recorde da Oceania (Oceania)          | DSQ / DQ                   | Desclassificado (Disqualified)            |   |                                      |
| Recorde da temporada | Recorde da temporada do atleta (Season best) | Recorde sul-americano | Recorde sul-americano (South America) | NM                         | Sem marca (No mark)                       |   |                                      |